# Франсиско Морасан (департамент)
Франсѝско Мораса̀н (на испански: Francisco Morazán) е един от 18-те департамента на централноамериканската държава Хондурас. Разположен е в централната част на страната. Населението е 1 553 379 жители (приб. оц. 2015 г.), а общата му площ e 7946 км². Кръстен е на националния герой на страната Франсиско Морасан.

## Общини
Департаментът се състои от 29 общини, някои от тях са:
1. Ел Порвенир
2. Ла Вента
3. Ла Либертад
4. Орика
5. Саморано
6. Санта Ана
7. Таланга
8. Татумбла